# Итоги (журнал)
«Ито́ги» — российский общественно-политический еженедельник (журнал), существовавший в 1996—2014 годах. Долгое время считался одним из самых влиятельных российских журналов общественно-политической направленности. 
В декабре 2024 года полный архив журнала был выложен в Интернет.

## История
В марте 1996 года вышел первый номер журнала «Итоги». Первым главным редактором журнала был С. Б. Пархоменко.
В 1996—2001 годах издание выходило в сотрудничестве с журналом Newsweek. На стадии запуска журналистами издание позиционировалось как русский аналог американского Newsweek, имевший лицензию, консультантов и представителя редакции этого издания. Российский журнал стал четвёртым иноязычным для Newsweek изданием, после японского, корейского и испанского. Журнал принадлежал издательскому дому «Семь дней», которому также подчинялись одноимённый журнал и газета «Сегодня». Логотип Newsweek размещался на обложке «Итогов» чуть ниже названия журнала. Издание времён Пархоменко выражало точку зрения либеральной интеллигенции, выступало с критикой политики президента и правительства России.
Пархоменко впоследствии так рассказывал о первоначальном варианте «Итогов»:
…журнал «Итоги» сразу был задуман как партнёр крупнейшего на тот момент и переживавшего высшую точку своего триумфа американского журнала Newsweek. И вся идея была в этом, что мы не просто создаём новый журнал, а мы создаём Newsweek для российского читателя. Это будет русский журнал, который делают русские журналисты, о событиях в России для российского читателя, но по правилам и как бы базируясь на школе, на профессиональных традициях, одним из высших проявлений которых было существование журнала Newsweek. И результат был налицо. Потому что этот журнал очень быстро стал известен по всей стране. Он набрал по тем временам довольно большой тираж. Во всяком случае, у еженедельных журналов таких тиражей не бывало.
В январе 1997 года вошёл в состав медиахолдинга «Медиа-Мост» В. А. Гусинского.
17 апреля 2001 года, спустя три дня после захвата НТВ, сотрудников редакции «Итогов» просто не пустили на работу, потом сообщили, что их должности сокращены. Забрать вещи с рабочих мест им не дали. С. Б. Пархоменко и команда журналистов прежних «Итогов» покинули журнал. 74 человека были уволены в один и тот же день. Они решили продолжать издание журнала, но уже в интернете. Уже 21 апреля в интернете появился первый выпуск издания «Настоящие ИТОГИ — это мы!». Журнал с таким названием располагался по адресу itogi.lenta.ru и выходил с новыми материалами в период с апреля по октябрь 2001 года. А позже появилось отдельное издание под названием «Еженедельный журнал» с главным редактором Сергеем Пархоменко, выходившее в бумажном варианте в период 2001—2004 годов.
Новым главным редактором «Итогов» стал К. А. Дыбский. Вместе с ним в журнале в качестве постоянных авторов появились и другие сотрудники бывшей газеты «Сегодня». Таким образом, начиная с 2001 года «Итоги» делались силами сотрудников закрытой газеты «Сегодня». Произошли некоторые изменения в содержании журнала и его рубрик, поскольку новый главный редактор считал, что «издание не должно быть ни либеральным, ни консервативным, а должно быть интересным». Прекратилось сотрудничество издания с журналом Newsweek, в связи с чем логотип последнего был убран с обложки. Разрыв сотрудничества, по свидетельству президента ИД «Семь дней» Дмитрия Бирюкова, никак не повлиял на выпуск «Итогов»; макет издания также остался без изменений. Некоторыми источниками отмечалось то обстоятельство, что при Дыбском «Итоги» долгое время являлись успешным рыночным проектом под эгидой «Газпром-медиа». Но вместе с тем, стал наблюдаться явный массовый отток читателей, придерживающихся либеральных политических взглядов, являвшихся целевой аудиторией издания при Пархоменко, наряду с аполитичной публикой.
К 2013 году бо́льшая часть штатных журналистов издания была сокращена. В феврале 2014 года тогдашний владелец журнала М. Ю. Лесин решил закрыть издание из-за убыточности. На момент закрытия издания в нём работало более 50 человек.
На сайте журнала и сегодня можно найти текстовые варианты статей и всех номеров «Итогов» в период с марта 2000 по февраль 2014 года. Избранные тексты из более ранних номеров, вышедших в доинтернетную эпоху, в конце 2000-х годов были выложены на сайте «Стенгазета», где работали многие сотрудники первых «Итогов».

## Главные редакторы
За всю историю существования журнала у него было только два главных редактора:
- Сергей Пархоменко (1996—2001)
- Кирилл Дыбский (2001—2014)

## Журналисты в разные годы
В разное время в журнале работали следующие известные журналисты; иногда со своими статьями на страницах журнала могли выступать журналисты с родственного телеканала НТВ:
- Николай Александров
- Александр Бовин
- Юлия Бредун
- Егор Быковский
- Андрей Быстрицкий
- Пётр Вайль[31]
- Андрей Ванденко[32]
- Леонид Велехов[33]
- Маша Гессен[34]
- Юрий Гладильщиков
- Дина Годер
- Александр Гольц
- Михаил Иванов[35]
- Галина Ковальская[36]
- Александр Колбовский[37][38]
- Яков Кротов[39]
- Илья Кукин[40]
- Александр Кулик
- Светлана Куницына (статьи «Серые кардиналы стиля» и «Знай наших»)[41]
- Елена Ланкина
- Аглая Миловзорова[42]
- Павел Лобков (статья «Опыт растительной жизни»)[43]
- Сергей Макарычев[44]
- Ашот Насибов (статья «Калькуляция»)[45]
- Нина Нечаева[37]
- Елизавета Осетинская[46]
- Дмитрий Пинскер[47]
- Дмитрий Погоржельский[48] (статьи «История болезней» и «Фантомные боли»)
- Александр Подрабинек[49]
- Леонид Радзиховский[50]
- Лев Рубинштейн[51]
- Александр Рыклин[52]
- Глеб Ситковский
- Елена Трегубова
- Николай Турубар[53]
- Василий Уткин[54]
- Галина Юзефович